# Меркулов, Александр Матвеевич
Александр Матвеевич Меркулов — советский хозяйственный, государственный и политический деятель.

## Биография
Родился в 1913 году в селе Козлово. Член КПСС.
Окончил Ленинградскую промышленную академию.
До 1933 — тракторист, слесарь-инструментальщик на химическом заводе в Бобриках.
В 1933—1938 — мастер, начальник смены, заместитель начальника цеха, начальник цеха Зеленодольского судостроительного завода.
В 1941—1943 — заместитель директора Зеленодольского судостроительного завода.
В 1943—1945 — инженерный работник Ростсельмаша.
В 1945—1947 — директор завода сельскохозяйственного машиностроения в Бисерти Свердловской области.
В 1947—1954 — директор завода «Красная Звезда» в Кировограде.
В 1954—1961 — директор Таганрогского комбайнового завода.
В 1961—1968 — директор завода «Ростсельмаш».
За создание конструкции зерноуборочного комбайна «СК-4» и организацию массового производства на специализированных заводах Таганрогском комбайновом и «Ростсельмаш» был в составе коллектива удостоен Ленинской премии 1964 года.
Депутат Верховного Совета РСФСР 7-го созыва. Делегат XXII и XXIII съездов КПСС.
Жил в Ростове-на-Дону.

## Награды
- Орден Ленина
- Орден Трудового Красного Знамени
- Орден Красной Звезды